# Music Bank (álbum)
Music Bank es una caja recopilatoria de la banda de grunge Alice In Chains. Contiene tres discos con 48 temas, además de un disco multimedia con algunos videos (incluyendo una presentación inédita en vivo de “We Die Young”), entrevistas y material diverso que incluye un juego multimedia. Incluye además un grueso folleto con la historia del grupo.

## Lista de temas
| 1. Get Born Again 2. I Can't Have You Blues (1988 Demo) 3. Whatcha Gonna Do (1988 Demo) 4. Social Parasite (1988 Demo) 5. Queen of the Rodeo (Live) 6. Bleed the Freak (1988 Demo) 7. Killing Yourself (1988 Demo) 8. We Die Young 9. Man in the Box 10. Sea of Sorrow (1988 Demo) 11. I Can't Remember 12. Love, Hate, Love 13. It Ain't Like That 14. Confusion 15. Rooster (1991 Demo) 16. Right Turn 17. Got Me Wrong | 1. Rain When I Die 2. Fear the Voices 3. Them Bones 4. Dam That River 5. Sickman 6. Rooster 7. Junkhead (1992 Demo) 8. Dirt 9. God Smack 10. Iron Gland 11. Angry Chair 12. Lying Season 13. Would? 14. Brother 15. Am I Inside 16. I Stay Away 17. No Excuses | 1. Down in a Hole 2. Hate to Feel 3. What the Hell Have I (Remix) 4. A Little Bitter (Remix) 5. Grind 6. Again (Tatoo of Pain Mix) 7. Head Creeps 8. God Am 9. Frogs 10. Heaven Beside You 11. Nutshell (Unplugged) 12. The Killer Is Me (Unplugged) 13. Over Now (Unplugged) 14. Died (inédita) | 1. Get Born Again multimedia 2. Jar of Flies multimedia 3. The Journey multimedia |

- Datos: Q1765207
- Multimedia: Alice in Chains Music Bank / Q1765207